# Jean-Claude Fabre de l'Oratoire
Pour les articles homonymes, voir Fabre.
Jean-Claude Fabre, né le 15 avril 1668 à Paris où il est mort le 22 octobre 1753, est un traducteur, prédicateur et historien français.

## Biographie
D’un père chirurgien, Fabre entra dans la congrégation de l’Oratoire de France et y professa avec distinction mais, après avoir inséré, en 1709, des articles jansénistes sur des matières de théologie contestées et d’autres morceaux trop satiriques dans une édition du Dictionnaire de Richelet, il dut sortir de l’Oratoire, et son ouvrage fut supprimé.
Rentré dans sa congrégation en 1715 après la mort de Louis XIV, il entreprit de continuer l’Histoire ecclésiastique de Fleury en en rédigeant les tomes 21 et 23 à 36 qui couvrent la période 1401 à 1595. Il mit à la tête de sa Continuation un discours où la critique orthodoxe trouva répréhensible une proposition que les portes de l’enfer ne prévaudront jamais contre l’Église. Ce même discours contient également un précepte indispensable de rapporter positivement toutes nos actions à Dieu, par le motif de l’amour divin. Aussi après qu’il a donné ces quatorze volumes, on lui fit défense de l’achever. Il avait mis en ordre le Dictionnaire des cas de conscience, par Delamet et Fromageau. Il avait également commencé la Table du Journal des savans, continuée par l’abbé Declaustre.
Il mourut dans la maison de Saint-Honoré à 85 ans. Il avait prêché avec quelque succès et son esprit se pliait facilement à tous les genres d’études

## Œuvres
- Dictionnaire de la langue françoise, par Richelet, édition de 1709 ;
- Dictionnaire latin & françois ;
- Entretiens de Christine & de Pélagie sur la lecture de l’Écriture sainte, in-12 ;
- Œuvres de Virgile ;
- Fables de Phèdre, avec des notes critiques, morales et historiques, imprimées à Paris, 1728, in-12 ;
- Continuation de l’Histoire Ecclésiastique de Fleury.